# Raión de Gorodéts
El Raión de Gorodéts (en ruso: Городе́цкий район) es uno de los cuarenta rayones del Óblast de Nizhni Novgorod, Rusia.

## Geografía
El raión se encuentra ubicado en la parte central del óblast de Nizhni Nóvgorod. Limita al suroeste con el raión de Balajná, al este con el raión de Bor, al noroeste con el raión de Sokolski, y al noreste con el raión de Koverninski.
Clima
El clima del raión de Gorodetski es de tipo continental templado. La temperatura media del aire en enero, el mes más frío, es de -12 °C, con mínimas absolutas de hasta -46 °C. El mes más caluroso es julio, con temperaturas promedio de +19 °C, y con máximas de hasta +38 °C. La duración media del período libre de heladas es de unos 146 días. La cantidad de precipitación fluctúa entre 450 y 550 mm por año.
Las condiciones climáticas favorecen la vida activa y contribuyen al cultivo de la mayoría de los productos agrícolas comunes en la zona media de la parte europea de Rusia.

## Historia
Gorodéts es una de las ciudades rusas más antiguas. Fue fundado en 1152 por el príncipe Yuri Dolgoruki. Fue construida como una fortaleza en la escarpada y empinada margen izquierda del Volga, a unos 50 kilómetros por encima de la confluencia del Oka. Como la mayoría de las ciudades rusas antiguas, Gorodéts constaba de dos partes: la ciudadela (Kremlin) y el asentamiento artesanal, que tenía dos líneas de fortificaciones. En febrero de 1238, como consecuencia de la invasión tártaro-mongola, la ciudad fue incendiada y sus habitantes asesinados casi por completo por los invasores mongoles-tártaros. Después de eso, en los siglos XIII - XIV, la importancia política de Gorodéts comenzó a declinar. Con la fundación de Nizhni Nóvgorod, su importancia militar disminuyó.
En 1408, Gorodéts fue quemada hasta los cimientos por el Jan Edigéi, que se dirigía a Moscú desde Kazan. La derrota fue tan grande que tras ella la ciudad no pudo recuperarse, y durante casi 150 años permaneció en ruinas. Con el tiempo, en este lugar creció un pueblo del mismo nombre, que sentó las bases de la ciudad moderna.
El Raión fue creado en 1929.
- Datos: Q1642240
- Multimedia: Gorodetsky District of Nizhny Novgorod Oblast / Q1642240